# Laurent Petit
Ne doit pas être confondu avec Xavier-Laurent Petit.
Laurent Petit, né le 22 juin 1963 à Bussières-lès-Belmont (Haute-Marne), est un chef cuisinier français triplement étoilé au Guide Michelin de 2019 à 2022, alors qu'il est installé à Annecy.

## Biographie
Laurent Petit grandit à Bussières-lès-Belmont, village de 700 habitants, où son père est boucher-charcutier. Les odeurs des pâtés en croûte, des saucissons secs, du boudin noir sont ses premières émotions culinaires. Élève dissipé et rebelle, il redouble sa sixième.
En 2000, le Clos des Sens obtient une première étoile au Guide Michelin. En 2005, Laurent Petit crée la brasserie contemporaine ContreSens, près de la gare d'Annecy. En 2007, c'est la confirmation avec une deuxième étoile au Guide Michelin pour le Clos des Sens, tandis le ContreSens obtient un « Bib Gourmand ».
En 2009,le Clos des Sens acquiert le Café Brunet à Annecy le Vieux, une maison du XIVe siècle abritant un café culinaire depuis 1875. En 2012, Le Clos des Sens triple de surface par le rachat de l'école communale voisine, un bâtiment historique du Second Empire. Il devient un hôtel 5 étoiles en 2015 et membre des Relais & Châteaux en 2016.
En 2013, Laurent Petit obtient le Prix Omnivore TerreAzur Master.
En 2015, il fait son « cooking-out», terme qu'il emploie pour qualifier la remise en question qu'il fait de sa propre cuisine et qui l'amène à se «mettre à nu» et se réorienter vers le locavorisme et l'abandon de la viande,,, se recentrant sur le «lacustre» et le végétal.
Il fait déjà partie des chefs cités pour décrocher une troisième étoile au Guide Michelin en 2018 et l'obtient finalement l'année suivante, le 21 janvier 2019.
En 2022, il est à l'origine d'une collaboration avec le lycée hôtelier François-Bise de Bonneville alliant gastronomie et développement durable.
En octobre 2022, il annonce qu'il vend son restaurant triplement étoilé Le Clos des Sens afin de se consacrer à d'autres projets personnels,,. Début 2023, le restaurant repris par l'ancien chef exécutif Franc Derouet et le chef sommelier et directeur de salle, Thomas Lorival, conserve ses trois étoiles.